# Yasukuni-jinja
Yasukuni-jinja (jap. 靖国神社) – chram shintō w dzielnicy Chiyoda (Tokio), poświęcony duchom (kami) żołnierzy, którzy polegli w służbie cesarza Japonii.

## Historia
W latach 1869–1879 znany pod nazwą Tōkyō Shōkonsha (jap. 東京招魂社). Tuż po wybudowaniu podlegał jurysdykcji ówczesnego Urzędu Spraw Wojskowych (Gunmukan), a następnie został przekazany Ministerstwu Spraw Wewnętrznych (Naimushō), co wiązało się z połączeniem ceremonii dla żołnierzy wojsk lądowych i morskich.
W 1946 roku gubernator Tokio uwolnił świątynię od kontroli państwa i przyznał władzom chramu prawa do stanowienia o sobie. W wyniku tych zmian chram nie podlega pod Stowarzyszenie Chramów Shintoistycznych (jap. 神社本庁 Jinja-honchō). Jest to jeden z niewielu chramów sintoistycznych, którego główna brama torii nie jest ustawiona od strony południowej.
Chram jest źródłem kontrowersji. 1068 uczczonych w niej osób zostało uznanych za zbrodniarzy wojennych, a wśród nich 14 za zbrodniarzy klasy A m.in. przez Trybunał Tokijski. Ponadto muzeum na terenie świątyni przedstawia rewizjonistyczną wersję historii.
Wizyty japońskich polityków w Yasukuni są źródłem poważnych napięć dyplomatycznych w stosunkach Japonii m.in. z Chinami, Koreą Płd. i Płn. oraz Tajwanem. Największe przypadły na lata 2001–2005, kiedy premierem Japonii był Jun’ichirō Koizumi.
Najważniejsze stałe ceremonie (reitaisai) odbywają się dwa razy w roku – w kwietniu i październiku. Na terenie chramu znajduje się miejsce słynne z kwitnących drzew sakura.

## Dedykacja
Chram Yasukuni nie został poświęcony żadnemu bóstwu z mitologii japońskiej, ani żadnemu z cesarzy, lecz duchom (kami) żołnierzy poległych w walce i pracowników cywilnych pracujących dla wojska, zmarłych w czasie pełnienia służby. 17 października 2004 roku Księga Dusz wyliczała nazwiska 2 466 532 mężczyzn i kobiet, w tym 27 863 Tajwańczyków i 21 181 Koreańczyków, w większości poległych w okresie II wojny światowej. 
Początkowo chram był pod wezwaniem „poległych w walce, lojalnych cesarzowi”, lecz po wojnie rosyjsko-japońskiej (1904–1905) zmieniono wezwanie na „poległych bohaterów” (jap. 英霊 eirei). Nazwę wezwania (eirei) zaczerpnięto z poezji patriotycznej Tōko Fujity.
Początkowo w głównym pawilonie chramu znajdował się jeden ołtarz poświęcony zmarłym bohaterom, lecz po wojnie przeniesiono tam ołtarze księcia Yoshihisy Kitashirakawy z chramów na Tajwanie oraz księcia Nagahisy Kitashirakawy z chramu w Zhangjiakou.

## „Księga Dusz”
Na dzień 17 października 2004 roku liczba dusz zmarłych przypadających na poszczególne wydarzenia prezentowała się następująco:
| Wydarzenie                              | Liczba dusz | Liczba dusz | Uwagi |
| --------------------------------------- | ----------- | ----------- | --- |
| Wojna boshin, restauracja Meiji         | 7 751       |             | Tylko walczący po stronie nowego rządu. W muzeum Yūshūkan na terenie chramu znajduje się jedynie lista nazwisk poległych podczas restauracji Meiji. Pominięto walczących po stronie siogunatu i w oddziałach Ōetsu Reppan Dōmei. |
| Bunt Satsumy                            | 6 971       |             | Tylko walczący po stronie rządu. Pominięto oddziały Takamoriego Saigō i Satsumy. |
| Inwazja na Tajwan (1874)                | 1 130       |             | Lista nazwisk widnieje w Yūshūkan pod nazwą „ujarzmienie Tajwanu”. |
| Incydent Imo                            | 14          |             | |
| Incydent na wyspie Ganghwa              | 2           |             | |
| Pucz Gapsin                             | 6           |             | |
| Wojna chińsko-japońska (1894–1895)      | 13 619      |             | |
| Powstanie bokserów                      | 1 256       |             | |
| Wojna rosyjsko-japońska                 | 88 429      |             | |
| I wojna światowa                        | 4 850       |             | |
| Incydent Jinan                          | 185         |             | |
| Incydent w Busha                        |             |             | |
| Incydent Nakamura                       | 19          |             | |
| Incydent mukdeński                      | 17 176      |             | |
| Wojna chińsko-japońska (1937–1945)      | 191 250     |             | |
| II wojna światowa （Wojna na Pacyfiku） | 2 133 915   |             | |
| Ogółem                                  | 2 466 532   |             | |